# 7 Seconds
7 Seconds es una banda estadounidense de hardcore punk oriunda de Reno, Nevada. Actualmente está formada por Kevin Seconds (voz), Steve Youth (bajo), Troy Mowat (batería) y Bobby Adams (guitarra). Formados el 17 de enero de 1980, por dos grupos de hermanos: los hermanos Marvelli (Kevin Seconds y Steve Youth) junto a los Borghino (Tom Munist y Dim Menace). La banda ha tenido numerosos cambios en su formación a excepción de los hermanos Marvelli. En 1981, los hermanos Borghino formaron la banda "Section 8". 
La banda ha lanzado varios EP, álbumes y maquetas, algunos han sido reeditados. Actualmente, tienen firma con Rise Records, con quienes futuramente lanzarán un 7" y un álbum de estudio, en Sacramento, California.

## Género e influencia
Musicalmente, son una banda de hardcore punk y punk, aunque con tintes de pop punk e indie rock. Son asociados al movimiento straight edge, e impulsores del Youth Crew, con el álbum "The Crew" en 1984.
Se cree que 7 Seconds es la primera banda que se referieren a sí mismos como "hardcore". Después de su primer concierto, el 2 de marzo de 1980, describieron su banda como hardcore new wave. El ceño de amenaza en la portada del EP Skins, Brains, & Guts de Dim Menace es una de las imágenes más icónicas del hardcore. "Sacramento News & Review" cuenta que la banda, tuvo influencia en el movimiento del positive hardcore y el efecto positivo en la cultura punk.

## Discografía
Álbumes de estudio
- 1983: United We Stand (relanzado como Old School)
- 1984: The Crew
- 1985: Walk Together, Rock Together
- 1986: New Wind
- 1986: Praise
- 1987: Live! One Plus One
- 1988: Ourselves
- 1989: Soulforce Revolution
- 1991: Old School
- 1993: Out the Shizzy
- 1995: alt.music.hardcore
- 1995: The Music, The Message
- 1999: Good To Go
- 2000: Scream Real Loud...Live!
- 2005: Take It Back, Take It On, Take It Over!
- 2014: Leave A Light On